# Oujda-Angad
Oujda-Angad (arabiska: إقليم وجدة - أنكاد) är en prefektur i Marocko.   Den ligger i regionen Oriental, 400 km öster om huvudstaden Rabat. Antalet invånare är 473 922.